# Feller-Tornierova konstanta
Feller-Tornierova konstanta CFT gustoća je skupa svih prirodnih brojeva koji imaju paran broj različitih prostih djelitelja kratnosti veće od 1. Nazvana je po Erhardu Tornieru i hrvatskom matematičaru Vilimu Felleru. Ima aproksimativnu vrijednost:
{\displaystyle {\begin{aligned}C_{\text{FT}}&={1 \over 2}+\left({1 \over 2}\prod _{n=1}^{\infty }\left(1-{2 \over p_{n}^{2}}\right)\right)\\[4pt]&={{1} \over {2}}\left(1+\prod _{n=1}^{\infty }\left(1-{{2} \over {p_{n}^{2}}}\right)\right)\\[4pt]&={1 \over 2}\left(1+{{1} \over {\zeta (2)}}\prod _{n=1}^{\infty }\left(1-{{1} \over {p_{n}^{2}-1}}\right)\right)\\[4pt]&={1 \over 2}+{{3} \over {\pi ^{2}}}\prod _{n=1}^{\infty }\left(1-{{1} \over {p_{n}^{2}-1}}\right)=0.66131704946\ldots \end{aligned}}}